# Ngarrindjeri

Bandeira Ngarrindjeri

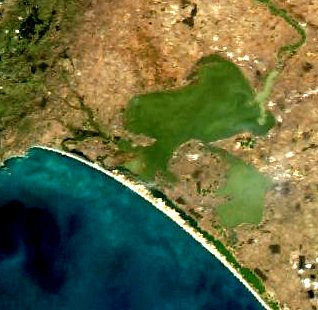
A cultura Ngarrindjeri é centrada nos lagos inferiores do Rio Murray

Os Ngarrindjeri são o povo aborígene australiano tradicional da região inferior do Rio Murray, da parte leste da Península de Fleurieu e da área de Coorong [en] no centro-sul do estado da Austrália do Sul. O termo Ngarrindjeri significa "pertencente aos homens" e refere-se a uma "constelação tribal". Os Ngarrindjeri eram formados por vários grupos tribais distintos, porém estreitamente relacionados, incluindo os Jarildekald [en], Tanganekald [en], Meintangk [en] e Ramindjeri [en], que começaram a formar um bloco cultural [en] unificado após remanescentes destas comunidades se reunirem em Raukkan [en] (anteriormente Point McLeay Mission).
Uma descendente desses povos, Irene Watson, argumentou que a identidade Ngarrindjeri é uma construção cultural imposta por colonizadores, que agruparam e homogeneizaram diversos grupos culturais e de parentesco aborígenes em um único padrão, agora conhecido como Ngarrindjeri.

## Designação e uso histórico
Há divergências sobre quem eram os Ngarrindjeri. O missionário George Taplin [en] escolheu o termo, grafando-o como Narrinyeri, como um etnônimo genérico para designar uma constelação unificada de várias tribos distintas, significando "pertencente às pessoas", em oposição a kringgari (brancos). Etimologicamente, acredita-se que seja uma abreviação de kornarinyeri ("pertencente aos homens/seres humanos"), formado por narr (linguisticamente direto ou inteligível) e inyeri, um sufixo que indica pertencimento. Isso implicava que aqueles fora do grupo não eram considerados totalmente humanos. Outros termos eram usados, como Kukabrak, mas a autoridade de Taplin popularizou o termo Ngarrindjeri.
Mais tarde, etnógrafos e antropólogos discordaram da representação de Taplin sobre a federação tribal de 18 lakinyeri (clãs). Ian D. Clark [en] chamou isso de uma "reinvenção da tradição". Norman Tindale [en] e Ronald Murray Berndt [en] criticaram tanto Taplin quanto as reavaliações mútuas das evidências. Segundo Tindale, uma análise detalhada do material de Taplin sugere que os dados se referem basicamente à cultura Jarildekald/Yaralde, cujas fronteiras foram limitadas a Cape Jervis [en], enquanto Berndt e sua esposa Catherine Berndt [en] argumentaram que a divisão Ramindjeri vivia próximo a Adelaide. Os Berndts também afirmaram que, apesar de laços culturais em comum, não havia unidade política que justificasse a designação de "nação" ou "confederação".

## Território
Segundo o mapa Aboriginal Australia de David Horton, as terras Ngarrindjeri se estendem ao longo da costa de Coorong [en], de Victor Harbor, na parte sul da Península de Fleurieu, ao norte, até Cabo Jaffa [en], ao sul. As terras se estendem para o interior até pouco ao norte de Murray Bridge, recuando para uma faixa costeira de 15 a 20 quilômetros a oeste dos lagos inferiores do Rio Murray, mas se estendendo mais para o interior no sul, até um ponto próximo à fronteira estadual em Coonawarra [en]. As terras incluem os dois lagos inferiores do Murray, Lago Alexandrina [en] e Lago Albert [en].

## História

### História pré-contato
A arqueologia, especialmente em escavações realizadas em Roonka Flat [en], um dos locais mais importantes para investigar populações aborígenes anteriores ao contato europeu na Austrália, revelou que o território tradicional dos Ngarrindjeri é habitado desde o início do Holoceno, começando por volta de 8000 a.C. até cerca de 1840 d.C.

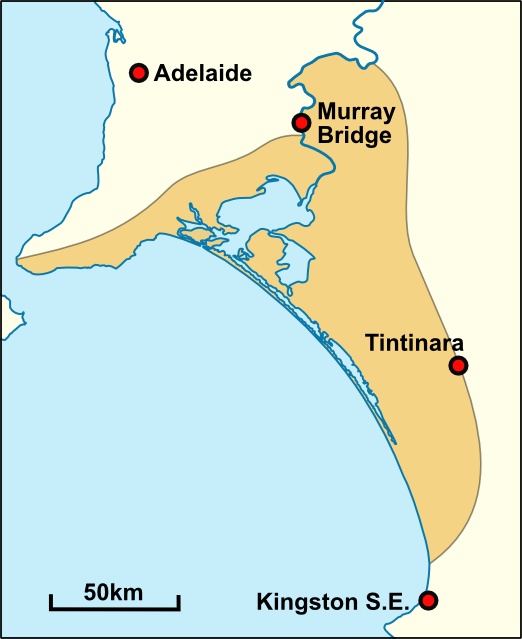
Extensão histórica aproximada do território Ngarrindjeri

### História após o contato
Baleeiros e caçadores de focas visitavam a costa da Austrália do Sul desde 1802, e em 1819 havia um acampamento permanente em Karta, Ilha dos Cangurus. Muitos desses homens eram condenados fugitivos, baleeiros e caçadores de focas que trouxeram mulheres aborígenes da Tasmânia, mas também atacavam o continente para sequestrar mulheres, especialmente Ramindjeri [en]. Originalmente a área mais densamente povoada da Austrália, uma epidemia de varíola percorreu o Rio Murray antes da colonização britânica oficial [en], possivelmente matando a maioria dos Ngarrindjeri. Ritos funerários e práticas culturais foram interrompidos, grupos familiares se fundiram e o uso da terra se alterou. Canções da época falam da varíola que veio do Cruzeiro do Sul no leste com um barulho alto como um clarão brilhante. Em 1830, a primeira expedição exploratória alcançou as terras Ngarrindjeri, e Charles Sturt observou que o povo já estava familiarizado com armas de fogo.
Com apenas 6 000 indivíduos na época da colonização em 1836 devido à epidemia, eles são o único grupo cultural aborígene na Austrália cujas terras ficavam a 100 km de uma capital estadual que sobreviveu como um povo distinto, com uma população ainda vivendo na antiga missão em Raukkan (anteriormente Point McLeay). Pomberuk (Ngarrindjeri para "lugar de travessia"), nas margens do Murray em Murray Bridge, era o local mais significativo dos Ngarrindjeri. Todos os 18 lakinyeri (tribos) se reuniam ali para corroborees. A cerca de 22 km rio abaixo ficava Tagalang (Tailem Bend [en]), um acampamento comercial tradicional onde os lakinyeri se reuniam para trocar ocre, armas e roupas. No início do século XX, Tailem Bend foi designado como um depósito de rações do governo para os Ngarrindjeri.

### Assentamento europeu
Os Ngarrindjeri foram o primeiro povo aborígene da Austrália do Sul [en] a trabalhar com europeus em operações econômicas de grande escala, atuando como agricultores, baleeiros e trabalhadores. Já em 1836, foi relatado que tripulações aborígenes trabalhavam na estação baleeira em Encounter Bay [en], com algumas embarcações operadas inteiramente por aborígenes, e os Ngarrindjeri eram empregados no processamento de óleo de baleia em troca de carne, gim e tabaco, sendo supostamente tratados como iguais.
George Taplin [en] criou a missão Raukkan [en] em nome da Associação dos Amigos dos Aborígenes [en] (cujo objetivo era "o bem-estar moral, espiritual e físico dos nativos desta Província [en]") em 1859. Isso estabeleceu um assentamento para os Ngarrindjeri da região de Coorong [en], com alguns escapando das guerras de fronteira [en] que haviam dizimado sua população. A terra era pequena, mas os Ngarrindjeri prosperaram por uma geração por meio do comércio. Eles dominaram uma série de ofícios, como selaria, forja, carpintaria, cantaria e panificação, e também estabeleceram uma empresa de pesca e uma instalação de lavagem de lã. Muitos aborígenes se converteram ao cristianismo durante o assentamento. Eles também sobreviveram trabalhando sazonalmente em propriedades pastoris e recebendo doações. A comunidade eventualmente enfrentou dificuldades devido à subdivisão de propriedades pastoris para fazendas, o que resultou em escassez de trabalho sazonal, e à recusa do Governo da Austrália Meridional [en] em reconhecer sua propriedade da terra e aumentar o tamanho de sua reserva. Em 1890, a instalação de lavagem de lã fechou devido a um novo esquema de irrigação construído no alto do Rio Murray, que reduziu o fluxo do rio a jusante.
Após a colonização da Austrália do Sul [en] e a invasão de europeus nas terras Ngarrindjeri, Pomberuk permaneceu até a década de 1940, sendo o último acampamento tradicional, com os ocupantes aborígenes restantes forçados a deixar o local em 1943 pelos novos proprietários, a Hume Pipe Company [en], e reassentados pelo conselho local e pelo governo da Austrália Meridional.
Após saberem que o assentamento aborígene seria despejado, Ronald [en] e sua esposa Catherine Berndt [en], que pesquisavam a cultura aborígene na área, abordaram o último Protetor Chefe dos Aborígenes [en], William Penhall [en], e obtiveram uma promessa verbal de que o despejo não prosseguiria enquanto o ancião sênior Ngarrindjeri, Albert Karloan (Karloan Ponggi), de 78 anos, estivesse vivo. Pouco após os Berndts partirem para Sydney, Karloan recebeu uma ordem de despejo com efeito imediato. Determinado a só deixar sua terra com a morte, Karloan viajou para Adelaide em busca de ajuda, mas retornou ao seu antigo lar em Pomberuk em 2 de fevereiro de 1943. Ele faleceu na manhã seguinte.
Agora conhecido como o Precinto Ferroviário de Murray Bridge e Reserva Hume, a Autoridade Regional Ngarrindjeri busca renomear a Reserva Hume para Reserva Karloan Ponggi (em homenagem a Albert Karloan) em honra aos anciãos que lutaram para preservar as tradições antigas. Eles apresentaram um plano de desenvolvimento e gestão para preservar e desenvolver o local como um memorial e uma ferramenta educacional para a reconciliação.

### Controvérsia da ponte de Hindmarsh Island
Os Ngarrindjeri ganharam grande destaque na década de 1990 devido à sua oposição à construção [en] de uma ponte de Goolwa para Ilha Hindmarsh [en], que resultou em uma Comissão Real [en] e um caso na Suprema Corte em 1996. A Comissão Real concluiu que as alegações de "assuntos secretos femininos" na ilha foram fabricadas. No entanto, em um caso movido pelos desenvolvedores buscando indenização por suas perdas, o juiz do Tribunal Federal John von Doussa [en] contestou as conclusões da Comissão Real e, ao rejeitar as reivindicações, afirmou que considerou Doreen Kartinyeri [en] uma testemunha confiável.
As evidências recebidas pelo Tribunal sobre este tema são significativamente diferentes daquelas apresentadas à Comissão Real. Com base nas evidências perante este Tribunal, não estou convencido de que o conhecimento feminino restrito foi fabricado ou que não fazia parte de tradição aborígene genuína.
Como resultado da seca em toda a Austrália de 1995–2009 [en], os níveis de água nos Lagos Albert e Alexandrina caíram a ponto de expor cemitérios tradicionais que estavam submersos.

## Língua
O primeiro estudo linguístico dos dialetos Ngarrindjeri [en] foi conduzido pelo missionário luterano H.A.E. Meyer em 1843. Ele coletou 1 750 palavras, principalmente do dialeto Ramindjeri em Encounter Bay [en]. Taplin reuniu muito mais palavras de vários dialetos, incluindo Yaraldi e Portawalun, das pessoas que se reuniam na missão Point MacLeay [en] (agora Raukkan) no Lago Alexandrina [en], e seu dicionário continha 1 668 entradas em inglês. Dados linguísticos posteriores permitiram a compilação de um dicionário Ngarrindjeri moderno com 3 700 itens. A língua é agora classificada, junto com Yaralde, como uma das cinco línguas do grupo Baixo Murray [en].

## Cultura

### O Sonhar
Muitos locais de significância do Sonhar estão localizados ao longo do Rio Murray. Perto da confluência do Rio Murray com o Lago Alexandrina [en] está Murungun (Colina de Mason), lar de um bunyip chamado Muldjewangk [en]. Um herói ancestral chamado Ngurunderi perseguiu um enorme bacalhau de Murray chamado Pondi de um riacho no centro de Nova Gales do Sul. Ao fugir, Pondi criou o Rio Murray e lagoas contíguas com o movimento de sua cauda. Kauwira (Mannum [en]) é onde Ngurunderi forçou Pondi a virar bruscamente para o sul. O trecho reto do rio até Peindjalong (perto de Tailem Bend) resultou de Pondi fugindo com medo após ser atingido na cauda por uma lança. Os picos gêmeos, dunas de areia permanentes do Monte Misery na margem leste do Lago Alexandrina, são conhecidos como Lalangenggul ou Lalanganggel (duas embarcações) e representam onde Ngurunderi trouxe suas jangadas à terra para acampar. Ngurunderi cortou Pondi em Raukkan, jogando os pedaços na água, onde cada pedaço se tornou uma espécie de peixe.
Embora existisse um Sonhar estabelecido, os vários grupos familiares tinham suas próprias variações. Por exemplo, alguns diziam que Ngurunderi criou os peixes na costa, outros grupos familiares acreditavam que ele os criou onde o rio entra no Lago Alexandrina, e outros diziam que era onde a água doce encontra a salgada. Eles também compartilhavam algumas histórias do Sonhar com comunidades em Nova Gales do Sul e Victoria.
No final da década de 1980, as histórias do Sonhar foram coletadas, incluindo uma relacionada a uma história de criação envolvendo Thukabi, uma tartaruga. Não havia menção de Thukabi no registro antropológico, e este exemplo foi posteriormente usado como evidência da sobrevivência de histórias Ngarrindjeri desconhecidas pelos antropólogos em apoio à hipótese da questão dos assuntos secretos femininos [en].
O bunyip aparece no Sonhar Ngarrindjeri como um espírito aquático chamado Muldjewangk ou Mulyawonk, que puniria quem pegasse mais do que sua cota justa de peixes dos cursos d'água ou levasse crianças que se aproximassem demais da água. As histórias transmitiam mensagens práticas para garantir a sobrevivência de longo prazo dos Ngarrindjeri, incorporando o cuidado com a terra e seu povo.

### Costumes
Os Ngarrindjeri têm seu próprio grupo linguístico e, exceto pelos grupos que vivem ao longo do rio, não compartilham palavras comuns com povos vizinhos. Sua cultura patrilinear e práticas rituais também eram distintas das dos povos circundantes, o que foi atribuído pelo historiador aborígene Graham Jenkin [en] à sua inimizade com os Kaurna [en] a oeste, que praticavam circuncisão e monopolizavam o ocre vermelho, os Merkani (Ngarrindjeri para "inimigo") a leste, que roubavam mulheres Ngarrindjeri e eram considerados canibais, e ao norte os Ngadjuri [en], que se acreditava enviavam mulapi ("homens sábios", feiticeiros), e, embora não compartilhassem uma fronteira, os Nukunu [en], que eram considerados feiticeiros, incestuosos e propensos a cometer estupros.
Em contraste, devido a um Sonhar compartilhado, a relação entre os Ngarrindjeri e os Walkandi-woni (o povo do vento quente do nordeste), nome coletivo para os vários grupos que vivem ao longo do rio até Wentworth [en] em Nova Gales do Sul, era de grande importância mútua, e os grupos se reuniam regularmente em Wellington [en], Tailem Bend [en], Murray Bridge, Mannum [en] ou Swan Reach [en] para trocar canções e realizar cerimônias [en]. Em 1849, o Rev. George Taplin [en] observou uma reunião de 500 guerreiros Ngarrindjeri e foi informado por outro residente que até 800 haviam se reunido sete anos antes.
Cada um dos dezoito lakinyeri tinha seus próprios costumes funerários específicos; alguns corpos eram secos com fumaça antes de serem colocados em árvores, em plataformas, em abrigos de rocha ou enterrados, dependendo do costume local. Alguns colocavam corpos em árvores e coletavam os ossos caídos para o enterro. Alguns removiam o crânio, que era então usado como recipiente para beber. Alguns grupos familiares retiravam a pele de seus mortos para expor a carne rosa. O corpo era então chamado de grinkari, um termo que eles usavam para se referir aos europeus nos primeiros anos de colonização.

### Estilo de vida
Diferentemente da maioria das comunidades aborígenes australianas, a fertilidade de suas terras permitia que os Ngarrindjeri e Merkani vivessem uma vida semi-sedentária, movendo-se entre acampamentos permanentes de verão e inverno. De fato, um dos maiores problemas enfrentados pelos europeus foi a determinação dos Ngarrindjeri em reconstruir seus acampamentos em terras reivindicadas para pastagem. Ao contrário do resto da Austrália, as Cartas Patentes que estabeleceram a Província da Austrália Meridional [en] de 1836, após a Lei da Austrália Meridional de 1834 [en] (ou Lei Fundacional), que juntas possibilitaram o estabelecimento da província da Austrália do Sul, reconheciam a posse aborígene e declaravam que nenhuma ação poderia ser empreendida que "afetasse os direitos de quaisquer nativos aborígenes da referida província à ocupação e usufruto efetivos em suas próprias pessoas ou nas pessoas de seus descendentes de qualquer terra ali agora efetivamente ocupada ou desfrutada por tais nativos". Isso efetivamente garantia os direitos territoriais dos povos aborígenes [en] sob força de lei; no entanto, isso foi interpretado pelos colonos como significando apenas que os povos aborígenes não poderiam ser desapossados de locais que ocupavam permanentemente. Em maio de 1839, o Protetor dos Aborígenes [en] William Wyatt [en] anunciou publicamente que "parecia que os nativos não ocupavam terras de maneira especial" conforme descrito nas instruções. Curvando-se aos interesses de colonos proeminentes e do Comissário Residente que queriam pesquisar e vender a terra sem impedimentos, Wyatt nunca registrou que os locais eram permanentemente ocupados em seus relatórios sobre a cultura e práticas aborígenes.

### Artesanato e ferramentas
Os juncos, canas e ciperáceas eram usados para cestaria ou fabricação de corda, árvores forneciam madeira para lanças, e pedras eram moldadas em ferramentas. Os Ngarrindjeri eram amplamente conhecidos como "artesãos excepcionais" especializados em cestaria, esteiras e redes, com registros indicando que redes de mais de 100 m de comprimento eram usadas para capturar emus. Foi alegado pelos colonos que as redes que faziam para pesca eram superiores às usadas pelos europeus. As redes, feitas mastigando as raízes de junco (Typha shuttleworthii) até que apenas a fibra restasse, que era fiada em fios pelas mulheres para depois serem tecidas em redes pelos homens, eram "consideradas uma espécie de fortuna para seu proprietário".

## Nutrição
O povo era sustentado pela flora e fauna para comida e medicina do mato [en]. Antes da colonização, havia extensos pântanos e florestas na Península de Fleurieu, que forneciam habitat e fontes de alimento para uma variedade de aves, peixes e outros animais, incluindo cágados, lagostins de água doce, rakali, patos e cisnes negros. A flora incluía a orquídea nativa (orquídea alho-poró), flor de guiné e acácia de pântano (Wirilda).
Os Ngarrindjeri eram bem conhecidos pelos europeus por suas habilidades culinárias e pela eficiência de seus fornos de acampamento, cujos restos ainda podem ser encontrados em toda a área do Rio Murray. Algumas espécies de peixes, aves e outros animais considerados fáceis de capturar eram reservadas por lei para os idosos e enfermos, uma indicação da abundância de alimentos nas terras Ngarrindjeri. Nos primeiros anos da colônia, os Ngarrindjeri se voluntariavam para capturar peixes para os "homens brancos".
Uma ampla gama de alimentos estava sujeita a proibições ngarambi (tabu). Em relação aos ngaitji (tótens de grupos familiares), comê-los não era ngarambi, mas dependia da atitude dos próprios grupos familiares. Alguns grupos familiares proibiam comê-los, outros só podiam comê-los se tivessem sido capturados por membros de outro grupo familiar, e alguns não tinham restrições. Uma vez morto, o animal não era mais considerado ngaitji, que em Ngarrindjeri significa "amigo". Um ngaitji não era exatamente sagrado no sentido ocidental, mas considerado um "conselheiro espiritual" para o grupo familiar. Outros alimentos eram ngarambi, mas não tinham sanções sobrenaturais, e isso dependia das atitudes em relação à espécie. Cães machos eram amigos dos Ngarrindjeri, então não eram comidos, enquanto cadelas não eram consumidas por serem "impuras". Cobras não eram comidas por causa da "sensação de sua pele". Algumas espécies de aves consideradas cruéis com outros animais eram ngarambi, e a pega australiana era ngarambi porque alertavam outras aves para fugir se alguma fosse morta. Algumas espécies de aves eram ngarambi porque eram os espíritos de pessoas falecidas. Aves tornavam-se ngarambi durante a temporada de nidificação, e o faisão de Mallee era ngarambi porque seus ovos eram considerados mais valiosos para alimentação, embora não houvesse penalidades por violação. Alimentos com sanções sobrenaturais eram limitados a morcegos, corujas brancas e certos alimentos que eram ngarambi apenas para mulheres ou mulheres grávidas. Uma categoria separada de ngarambi eram os homens jovens em processo de iniciação. Eles próprios eram considerados ngarambi, e qualquer alimento que capturassem ou preparassem era ngarambi para todas as mulheres, que eram até proibidas de vê-lo ou senti-lo. A violação, acidental ou deliberada, resultava em punições físicas, incluindo golpes de lança, que se aplicavam não apenas à mulher, mas também a seus parentes. Taplin, em 1862, observou que as proibições ngarambi estavam sendo regularmente quebradas por crianças devido à influência europeia, e na década de 1930, Berndt registrou que a maioria dos ngarambi fora esquecida e, se conhecida, ignorada.

## Organização social
De acordo com Taplin, havia dezoito clãs territoriais ou lakalinyeri que constituíam a "confederação" ou "nação" Ngarrindjeri, cada um administrado por cerca de uma dúzia de anciãos (tendi). Cada tendi de um clã, por sua vez, se reunia para eleger um rupulli, ou chefe de toda a confederação Ngarrindjeri. Taplin interpretou isso como um governo hierárquico centralmente administrado, representando propriedades tribais (ruwe), e delegado para administrar dezoito territórios independentes.

### LakinyeriNgarrindjeri
A lista de Taplin de 18 lakinyeri, cada um com seu próprio nga:tji/ngaitji, foi posteriormente refinada por Alfred William Howitt [en], com base em informações obtidas de Taplin, listando 20. A seguir, reproduzimos a versão de Howitt da lista com, quando possível, a localização e o totem.
| Nome do clã               | Localização                                               | Palavra nativa / Significado em português | Totem (ngaitji)                                                                   |
| ------------------------- | --------------------------------------------------------- | ----------------------------------------- | --------------------------------------------------------------------------------- |
| Ramindjeri [en].          | Baía de Encounter [en]; também Cabo Jervis [en].          | rumaii (oeste)                            | wirulde/tangari. goma de acácia                                                   |
| Tanganarin [en].          | Goolwa até o Coorong.                                     | (para onde iremos?)                       | manguritpuri. pelicano ou nori.                                                   |
| Kandarlindjeri.           | Lado oeste da Foz do Murray [en].                         | (baleias)                                 | kandarli baleia                                                                   |
| Lungundaram.              | Lado leste da Foz do Murray.                              | (homens do litoral)                       | tyellityelli esternídeo                                                           |
| Turarorn                  | Ilha Mundoo no Lago Alexandrina [en].                     | homens do galeirão                        | turi/tettituri. galeirão-comum                                                    |
| Pankindjeri               | Coorong [en] leste do Lago Albert [en].                   | (água profunda)                           | kunnguldi (peixe-manteiga)                                                        |
| Kanmerarorn.              | Coorong [en] entre Pakindjeri e Ngrangatari.              | (homens da tainha)                        | kanmeri (tainha de olho amarelo [en]).                                            |
| Kaikalabindjeri [en].     | Margens sul/leste do Lago Albert [en].                    | (observando)                              | (a) ngulgar-indjeri formiga touro; (b) pingi, erva aquática                       |
| Mungulindjeri             | Lado leste do Lago Albert.                                | (água espessa ou lamacenta)               | wanyi pato-chocolate                                                              |
| Rangulindjeri.            | Margem oeste do Lago Albert.                              | (cão uivante)                             | turiit-pani (dingo de cor escura)                                                 |
| Karatinderi.              | Lado leste do Lago Alexandrina ao redor de Point Malcolm. | (fumaça de sinal)                         | turiit-pani (dingo de cor clara)                                                  |
| Piltindjeri.              | Lado leste do Lago Alexandrina.                           | (formigas)                                | (a) maninki. (sanguessuga [en]); (b) pomeri, (bagre).                             |
| Talk-indyeri              |                                                           | ((a) plenitude) (b) Artemis sp.           | (a)? sanguessuga/? bagre? (b) tiyawi lagarto rendado.                             |
| Wulloke                   |                                                           | (pardal de madeira)                       | ?sanguessuga, ?bagre? lagarto rendado?                                            |
| Karowalli                 | Norte do Lago Alexandrina.                                | (foi para lá)                             | wayi cobra chicote de cara amarela [en]                                           |
| Punguratpula.             | Lado oeste do Lago Alexandrina ao redor de Milang [en].   | (lugar dos juncos)                        | peldi. pato-de-papada                                                             |
| Welindjeri.               | Margem norte do Lago Alexandrina.                         | (pertencente a, ou por si só)             | nakare pato preto do Pacífico [en]; ngumundi cobra preta de barriga vermelha [en] |
| Luthindjeri               | Rio Murray.                                               | (pertencente ao nascer do sol)            | kungari cisne negro; ngeraki; kikinummi cobra preta de barriga cinza              |
| Wunyakulde                | Rio Murray.                                               | corrupção de walkande (norte)             | nakkare pato preto                                                                |
| Ngrangatari / Gurrungwari | Baía de Lacepede [en].                                    | (no sudeste/sudoeste)                     | waukawiye rato canguru                                                            |

Cada membro de um lakinyeri é relacionado por sangue, sendo proibido casar com outro membro do mesmo lakinyeri. Um casal também não pode se casar com um membro de outro lakinyeri se tiverem um bisavô (ou relação mais próxima) em comum.
A pesquisa de Norman Tindale na década de 1920 e o estudo etnográfico de Ronald [en] e Catherine Berndt [en], conduzido na década de 1930, estabeleceram apenas 10 lakinyerar. Tindale trabalhou com Clarence Long (um homem Tangani), enquanto os Berndts trabalharam com Albert Karloan (um homem Yaraldi).
- Malganduwa – Sem referências antes de Berndt. Nenhum grupo familiar identificado.
- Marunggulindjeri – Sem referências antes de Berndt. Dois grupos familiares.
- Naberuwolin – Sem referências antes de Berndt. Nenhum grupo familiar identificado, pode estar relacionado a Potawolin.
- Potawolin – Também grafado como Porthaulun e Porta'ulan. David Unaipon disse que este era o nome da língua e que o lakinyeri era chamado Waruwaldi. Nenhum grupo familiar identificado, mas registrado por Radcliffe-Brown.[50]
- Ramindjeri. – Também grafado como Raminyeri, Raminjeri, Raminderar ou Raminjerar (ar = plural), também conhecido como Ramong e Tarbana-walun. 27 grupos familiares.
- Tangani. – Também grafado como Tangane, Tanganarin, Tangalun e Tenggi. 19 grupos familiares confirmados e oito registrados, mas não localizados. Os lakinyeri Kanmerarorn e Pakindjeri nomeados por Taplin são registrados como grupos familiares Tangani.
- Wakend. – Também grafado como Warki, Warkend, também conhecido como Korowalle, Korowalde e Koraulun. Um grupo familiar.
- Walerumaldi. – Também grafado como Waruwaldi (ver Potawolin). Dois grupos familiares.
- Wonyakaldi. – Também grafado como Wunyakulde e Wanakalde. Um grupo familiar.
- Yaraldi. – Também grafado como Yaralde, Jaralde e Yarilde. 14 grupos familiares. Na década de 1930, o ruwe (terra) de seis desses grupos familiares se estendia ao longo da costa do Cabo Jervis até alguns quilômetros ao sul de Adelaide, terras tradicionalmente consideradas Kaurna [en]. O Rev. George Taplin registrou em 1879 que os Ramindjeri ocupavam a seção sul da costa a partir da Baía de Encounter, cerca de 100 km ao sul de Adelaide, até o Cabo Jervis, mas não mencionou qualquer ocupação Ngarrindjeri mais ao norte. Berndt sugere que grupos familiares Ngarrindjeri podem ter se expandido ao longo de rotas comerciais à medida que os Kaurna foram desapossados pelos colonos.[51]

Alguns lakinyeri podem ter desaparecido e outros podem ter se fundido devido ao declínio populacional após a colonização. Além disso, grupos familiares dentro dos lakinyerar usavam o dialeto local ou o nome de seus próprios grupos familiares para os nomes dos lakinyeri, o que também levou à confusão. Por exemplo, Jaralde, Jaraldi, Jarildekald e Jarildikald eram nomes de grupos familiares separados, assim como Ramindjari, Ramindjerar, Ramindjeri, Ramingara, Raminjeri, Raminyeri. Vários desses também são usados como nomes para os lakinyerar. Grupos familiares também podiam mudar seus lakinyeri; Berndt descobriu que dois grupos familiares Tangani que viviam próximos a um grupo familiar Yaraldi adotaram seu dialeto e, portanto, agora eram considerados Yaraldi.

## Autoridade Regional Ngarrindjeri
A Autoridade Regional Ngarrindjeri é o principal órgão representativo do povo Ngarrindjeri. É composta por representantes de 12 organizações Ngarrindjeri de base, além de quatro membros eleitos da comunidade. Seu objetivo é:
- Proteger e promover o bem-estar do povo Ngarrindjeri;
- Proteger áreas de relevância especial para o povo Ngarrindjeri;
- Melhorar as oportunidades econômicas do povo Ngarrindjeri;
- Facilitar programas de bem-estar social em benefício dos povos aborígenes;
- Buscar título nativo [en] sobre as terras e águas tradicionais dos Ngarrindjeri;
- Firmar acordos ou contratos com terceiros em nome do povo Ngarrindjeri;
- Gerenciar terras de significância cultural para o povo Ngarrindjeri e manter qualquer interesse nessas terras como administrador ou de outra forma em seu nome;
- Atuar como administrador sob qualquer fundo estabelecido para o benefício do povo Ngarrindjeri;
- Proteger os direitos de propriedade intelectual do povo Ngarrindjeri.

## Pessoas notáveis
- Ian Abdulla [en] (1947–2011), artista;

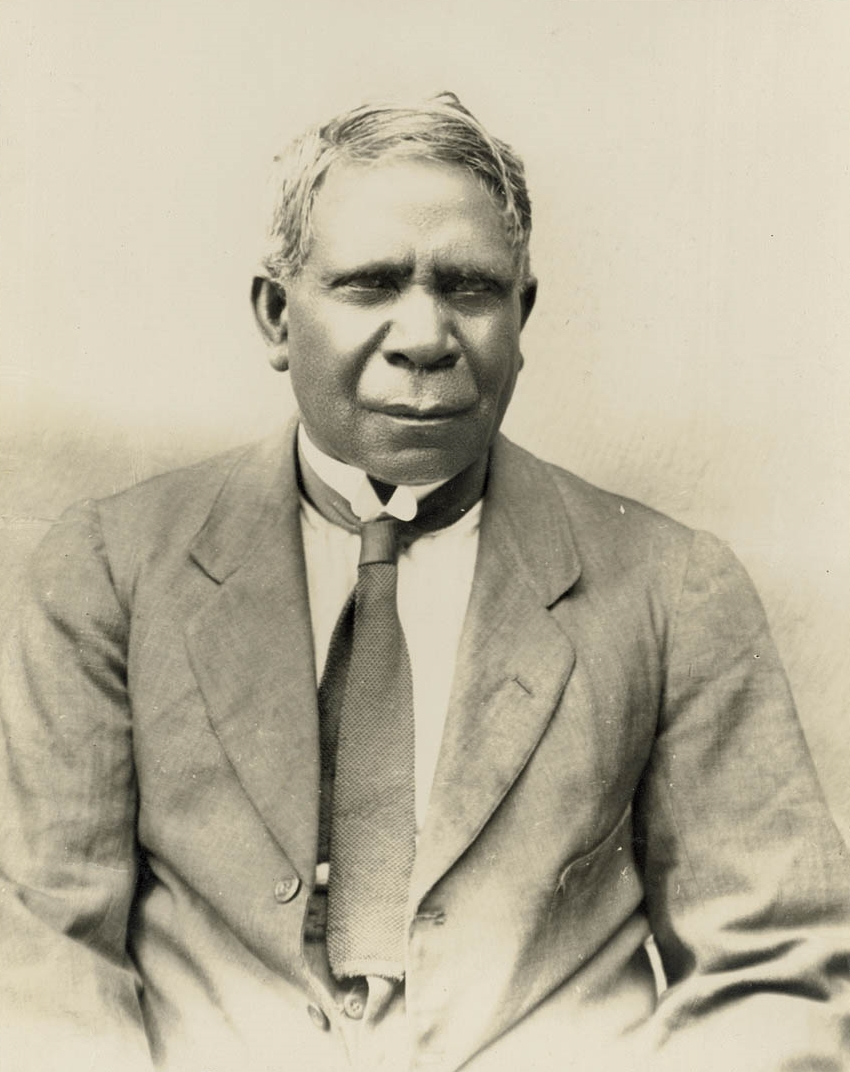
David Unaipon

- Poltpalingada Booboorowie [en] (Tommy Walker), personalidade popular em Adelaide na década de 1890;
- Ruby Hunter [en], musicista;
- Doreen Kartinyeri [en] (1935–2007), anciã e historiadora;
- Nathan Kreuger [en], jogador de futebol australiano;[54]
- Natascha McNamara [en], acadêmica e ativista;
- Kysaiah Pickett [en], jogador de futebol australiano;[54]
- Izak Rankine [en], jogador de futebol australiano;[54]
- Moogy Sumner [en], ancião, dançarino, ativista ambiental;
- David Unaipon, inventor e autor, destacado na nota de cinquenta dólares australianos [en];
- James Unaipon [en], primeiro diácono aborígene;
- Michael Walters [en], jogador de futebol australiano;[54]
- Chad Wingard [en], jogador de futebol australiano;[54]
- Warrulan [en], levado para a Inglaterra quando criança e faleceu lá com cerca de 19 anos, em 1855;
- Deadly Nannas [en], grupo musical da área de Murray Bridge;
- Trials [en], músico, produtor e ativista.

## Algumas palavras
- kondoli (baleia)[55]
- korni/korne (homem)[55]
- kringkari, gringari (homem branco)[55]
- muldarpi/mularpi (espírito viajante de feiticeiros e estranhos)[55]
- yanun (falar, conversar)[56]

### Animais extintos desde a colonização
- maikari. Lebre-wallaby-do-leste[57]
- rtulatji. Wallaby-toolache[57]
- wi:kwai. Bandicoot-pés-de-porco[57]